# Verticordia fischeriana
Verticordia fischeriana är en musselart som beskrevs av Dall 1881. Verticordia fischeriana ingår i släktet Verticordia och familjen Verticordiidae. Inga underarter finns listade i Catalogue of Life.